# John H. Lawrence

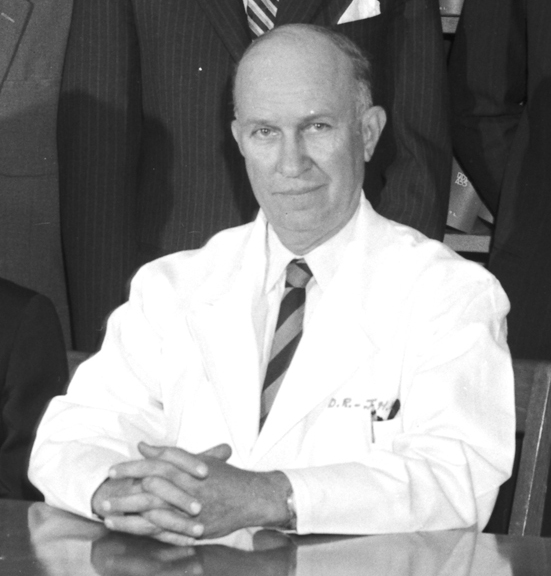
John H. Lawrence, 1960.

John Hundale Lawrence (* 7. Januar 1904 in Canton (South Dakota); † 7. September 1991 in Berkeley (Kalifornien)) war ein US-amerikanischer Nuklearmediziner.

## Leben und Wirken
John H. Lawrence war der Bruder des Physikers Ernest Lawrence. Er studierte an der University of South Dakota und wurde an der Harvard Medical School in Medizin promoviert (M.D.). Zu seinen Lehrern gehörte Harvey Cushing.
Er wirkte an der University of California, Berkeley und am Lawrence Berkeley National Laboratory. Dort gelang ihm 1935 in Berkeley (als er dort als Gastwissenschaftler forschte, er war zu der Zeit Instructor an der Yale University) der Nachweis der Wirksamkeit der Behandlung von Leukämie bei Mäusen mit radioaktivem Phosphor, hergestellt an dem von seinem Bruder entwickelten Zyklotron. Er wechselte ganz nach Berkeley und behandelte dort Weihnachten 1936 eine 28-jährige Patientin, die an Leukämie litt, durch Injektion mit radioaktivem Phosphor (die erste solche Behandlung bei Menschen). Das wurde in der Folge auch zu einem Standardverfahren bei Polycythaemia vera. Das erweckte die Aufmerksamkeit des Philanthropen William Donner aus Philadelphia, dessen Sohn an Krebs verstarb und der das 1942 eröffnete Donner Laboratory in Berkeley stiftete, dessen Direktor Lawrence bis 1970 war.
1937 entdeckte er, dass bei der Bekämpfung einer Krebsform eines Nagetiers (einem Sarkom) Neutronenstrahlung wirksam war (aber keine Röntgenstrahlung) und er schlug mit seinem Bruder vor, Neutronenstrahlung für die Krebstherapie zu testen. Das trug auch zur Genehmigung des ersten Zyklotrons in Berkeley für medizinische Zwecke bei.
Im Zweiten Weltkrieg arbeitete er in der Flugmedizin. Ein Nebenprodukt war die Entdeckung anästhetischer Effekte bei Beatmung mit Xenon-Gas. 1939 überlebte Lawrence die Versenkung des britischen Ozeandampfers Athenia durch ein deutsches U-Boot, wodurch 112 Menschen ums Leben kamen.
Am 20. Juni 1942 heiratete er in San Francisco Amy McNear Bowles (1920–1967), die Tochter von George McNear Bowles, Vize-Präsident der American Trust Company. Das Paar hatte vier Kinder. 
In Berkeley organisierte er eine Abteilung für medizinische Physik und Biophysik und war dort Professor. 1948 wurde er Associate Director des Radiation Laboratory. An dem 1947 in Berkeley fertiggestellten 184 Inch Zyklotron untersuchte er mit seiner Gruppe auch die Wirkung von Protonen in Gewebe und Behandlungen an Krebspatienten begannen 1954.
1955 war er einer der Organisatoren der Atoms for Peace Konferenz in Genf.
1957 war er Guggenheim Fellow in Physik. 1983 erhielt er den Enrico-Fermi-Preis, die Caldwell Medal der American Roentgen Ray Society und die Pasteur-Medaille des Institut Pasteur. Er ist Ehrendoktor der University of South Dakota, der Universität Bordeaux und der Catholic University of America. 1970 wurde er Präsident der Society of Nuclear Medicine.
Er erhielt auch eine Medaille von Papst Pius XII da er den Kardinal Aloysius Stepinac  gegen Polycythaemia vera behandelte.